# Aymon de Cruseilles
Aymon de Cruseilles, Aymon de Menthonay († 26. November 1275) war von 1268 bis 1275 Bischof von Genf. 

## Leben
Aymon wurde erstmals 1248 erwähnt und stammt vermutlich aus dem savoyischen Cruseilles. Er war von 1251 bis 1258 Prior der Dominikaner in Lausanne und nahm am Generalkapitel in Mailand teil. Aymon wirkte ab 1251 als Berater von Graf Peter I. von Savoyen und ist ab 1268 als Bischof von Genf belegt. Im Jahre 1275 nahm er an der Einweihung der Lausanner Kathedrale durch Papst Gregor X. teil.